# 小野寺信雄
小野寺 信雄（おのでら のぶお、1925年（大正14年）7月25日 - 2003年（平成15年）5月13日）は、宮城県議会議員（6期）。気仙沼市長（1期）。

## 経歴
宮城県気仙沼町（現 気仙沼市）出身。気仙沼中学校（現 気仙沼高等学校）、1948年（昭和23年）拓殖大学商学部卒業。1971年（昭和46年）宮城県議会議員に初当選。以来6期連続務める。1991年（平成3年）議長に就任。翌1992年、栗村和夫の死去に伴う第15回参議院議員通常選挙宮城県選挙区補欠選挙に自民党公認で立候補したが、連合の会公認の萩野浩基に敗れて落選した。1993年（平成5年）の気仙沼市長選挙に立候補して当選。1期務める。1997年（平成9年）の市長選にも立候補したが、鈴木昇に敗れて落選した。

## 親族
- 娘婿 - 小野寺五典（衆議院議員、元防衛大臣）